# Mesarmadillo flavescens
Mesarmadillo flavescens is een pissebed uit de familie Eubelidae. De wetenschappelijke naam van de soort is voor het eerst geldig gepubliceerd in 1909 door Richardson.